# Plahteevca Nouă, Cetatea Albă
Plahteevca Nouă (în ucraineană Нова Плахтіівка, transliterat: Nova Plahtiivka) este un sat în comuna Sărata din raionul Cetatea Albă, regiunea Odesa, Ucraina.

## Demografie
Componența lingvistică a localității Plahteevca Nouă
     Ucraineană (83,12%)
     Rusă (9,09%)
     Română (3,9%)
     Bulgară (1,3%)
Conform recensământului din 2001, majoritatea populației localității Plahteevca Nouă era vorbitoare de ucraineană (83,12%), existând în minoritate și vorbitori de rusă (9,09%), română (3,9%), găgăuză (2,6%) și bulgară (1,3%).